# Visar Musliu
Visar Musliu (in macedone Висар Муслиу?; Gostivar, 13 novembre 1994) è un calciatore macedone di etnia albanese, difensore del Sint-Truiden e della nazionale macedone.

## Carriera

### Club
Il 1º luglio 2017 viene acquistato a titolo definitivo dalla squadra macedone del Vardar.

### Nazionale
Debutta con l'Under-21 il 5 marzo 2014 nella partita valida per le qualificazioni ad Euro 2015, terminata con una sconfitta per 2-0 contro il Portogallo Under-21.

## Statistiche

### Cronologia presenze e reti in nazionale
| Cronologia completa delle presenze e delle reti in nazionale ― Macedonia del Nord | Cronologia completa delle presenze e delle reti in nazionale ― Macedonia del Nord | Cronologia completa delle presenze e delle reti in nazionale ― Macedonia del Nord | Cronologia completa delle presenze e delle reti in nazionale ― Macedonia del Nord | Cronologia completa delle presenze e delle reti in nazionale ― Macedonia del Nord | Cronologia completa delle presenze e delle reti in nazionale ― Macedonia del Nord | Cronologia completa delle presenze e delle reti in nazionale ― Macedonia del Nord | Cronologia completa delle presenze e delle reti in nazionale ― Macedonia del Nord |
| Data                                                                              | Città                                                                             | In casa                                                                           | Risultato                                                                         | Ospiti                                                                            | Competizione                                                                      | Reti                                                                              | Note                                                                              |
| --------------------------------------------------------------------------------- | --------------------------------------------------------------------------------- | --------------------------------------------------------------------------------- | --------------------------------------------------------------------------------- | --------------------------------------------------------------------------------- | --------------------------------------------------------------------------------- | --------------------------------------------------------------------------------- | --------------------------------------------------------------------------------- |
| 2-9-2017                                                                          | Haifa                                                                             | Israele                                                                           | 0 – 1                                                                             | Macedonia                                                                         | Qual. Mondiali 2018                                                               | -                                                                                 |                                                                                   |
| 5-9-2017                                                                          | Skopje                                                                            | Macedonia                                                                         | 1 – 1                                                                             | Albania                                                                           | Qual. Mondiali 2018                                                               | -                                                                                 | 81’                                                                               |
| 6-10-2017                                                                         | Torino                                                                            | Italia                                                                            | 1 – 1                                                                             | Macedonia                                                                         | Qual. Mondiali 2018                                                               | -                                                                                 |                                                                                   |
| 9-10-2017                                                                         | Skopje                                                                            | Macedonia                                                                         | 4 – 0                                                                             | Liechtenstein                                                                     | Qual. Mondiali 2018                                                               | 1                                                                                 |                                                                                   |
| 23-3-2018                                                                         | Adalia                                                                            | Finlandia                                                                         | 0 – 0                                                                             | Macedonia                                                                         | Amichevole                                                                        | -                                                                                 |                                                                                   |
| 27-3-2018                                                                         | Adalia                                                                            | Azerbaigian                                                                       | 1 – 1                                                                             | Macedonia                                                                         | Amichevole                                                                        | -                                                                                 |                                                                                   |
| 6-9-2018                                                                          | Gibilterra                                                                        | Gibilterra                                                                        | 0 – 2                                                                             | Macedonia                                                                         | UEFA Nations League 2018-2019 - 1º turno                                          | -                                                                                 |                                                                                   |
| 9-9-2018                                                                          | Skopje                                                                            | Macedonia                                                                         | 2 – 0                                                                             | Armenia                                                                           | UEFA Nations League 2018-2019 - 1º turno                                          | -                                                                                 |                                                                                   |
| 13-10-2018                                                                        | Skopje                                                                            | Macedonia                                                                         | 4 – 1                                                                             | Liechtenstein                                                                     | UEFA Nations League 2018-2019 - 1º turno                                          | -                                                                                 |                                                                                   |
| 16-10-2018                                                                        | Erevan                                                                            | Armenia                                                                           | 4 – 0                                                                             | Macedonia                                                                         | UEFA Nations League 2018-2019 - 1º turno                                          | -                                                                                 |                                                                                   |
| 16-11-2018                                                                        | Vaduz                                                                             | Liechtenstein                                                                     | 0 – 2                                                                             | Macedonia                                                                         | UEFA Nations League 2018-2019 - 1º turno                                          | -                                                                                 |                                                                                   |
| 19-11-2018                                                                        | Skopje                                                                            | Macedonia                                                                         | 4 – 0                                                                             | Gibilterra                                                                        | UEFA Nations League 2018-2019 - 1º turno                                          | -                                                                                 |                                                                                   |
| 21-3-2019                                                                         | Skopje                                                                            | Macedonia del Nord                                                                | 3 – 1                                                                             | Lettonia                                                                          | Qual. Euro 2020                                                                   | -                                                                                 |                                                                                   |
| 24-3-2019                                                                         | Lubiana                                                                           | Slovenia                                                                          | 1 – 1                                                                             | Macedonia del Nord                                                                | Qual. Euro 2020                                                                   | -                                                                                 | 18’                                                                               |
| 7-6-2019                                                                          | Skopje                                                                            | Macedonia del Nord                                                                | 0 – 1                                                                             | Polonia                                                                           | Qual. Euro 2020                                                                   | -                                                                                 | 66’, 85’                                                                          |
| 5-9-2019                                                                          | Be'er Sheva                                                                       | Israele                                                                           | 1 – 1                                                                             | Macedonia del Nord                                                                | Qual. Euro 2020                                                                   | -                                                                                 |                                                                                   |
| 9-9-2019                                                                          | Riga                                                                              | Lettonia                                                                          | 0 – 2                                                                             | Macedonia del Nord                                                                | Qual. Euro 2020                                                                   | -                                                                                 |                                                                                   |
| 10-10-2019                                                                        | Skopje                                                                            | Macedonia del Nord                                                                | 2 – 1                                                                             | Slovenia                                                                          | Qual. Euro 2020                                                                   | -                                                                                 | 42’                                                                               |
| 13-10-2019                                                                        | Varsavia                                                                          | Polonia                                                                           | 2 – 0                                                                             | Macedonia del Nord                                                                | Qual. Euro 2020                                                                   | -                                                                                 |                                                                                   |
| 19-11-2019                                                                        | Skopje                                                                            | Macedonia del Nord                                                                | 1 – 0                                                                             | Israele                                                                           | Qual. Euro 2020                                                                   | -                                                                                 |                                                                                   |
| 5-9-2020                                                                          | Skopje                                                                            | Macedonia del Nord                                                                | 2 – 1                                                                             | Armenia                                                                           | UEFA Nations League 2020-2021 - 1º turno                                          | -                                                                                 | 58’                                                                               |
| 8-9-2020                                                                          | Tbilisi                                                                           | Georgia                                                                           | 1 – 1                                                                             | Macedonia del Nord                                                                | UEFA Nations League 2020-2021 - 1º turno                                          | -                                                                                 | 58’ 64’                                                                           |
| 8-10-2020                                                                         | Skopje                                                                            | Macedonia del Nord                                                                | 2 – 1                                                                             | Kosovo                                                                            | Qual. Euro 2020                                                                   | -                                                                                 |                                                                                   |
| 12-11-2020                                                                        | Tbilisi                                                                           | Georgia                                                                           | 0 – 1                                                                             | Macedonia del Nord                                                                | Qual. Euro 2020                                                                   | -                                                                                 |                                                                                   |
| 15-11-2020                                                                        | Skopje                                                                            | Macedonia del Nord                                                                | 2 – 1                                                                             | Estonia                                                                           | UEFA Nations League 2020-2021 - 1º turno                                          | -                                                                                 |                                                                                   |
| 18-11-2020                                                                        | Erevan                                                                            | Armenia                                                                           | 1 – 0                                                                             | Macedonia del Nord                                                                | UEFA Nations League 2020-2021 - 1º turno                                          | -                                                                                 | 48’ 70’                                                                           |
| 25-3-2021                                                                         | Bucarest                                                                          | Romania                                                                           | 3 – 2                                                                             | Macedonia del Nord                                                                | Qual. Mondiali 2022                                                               | -                                                                                 |                                                                                   |
| 28-3-2021                                                                         | Skopje                                                                            | Macedonia del Nord                                                                | 5 – 0                                                                             | Liechtenstein                                                                     | Qual. Mondiali 2022                                                               | -                                                                                 |                                                                                   |
| 31-3-2021                                                                         | Duisburg                                                                          | Germania                                                                          | 1 – 2                                                                             | Macedonia del Nord                                                                | Qual. Mondiali 2022                                                               | -                                                                                 |                                                                                   |
| 1-6-2021                                                                          | Skopje                                                                            | Macedonia del Nord                                                                | 1 – 1                                                                             | Slovenia                                                                          | Amichevole                                                                        | -                                                                                 | 27’                                                                               |
| 4-6-2021                                                                          | Skopje                                                                            | Macedonia del Nord                                                                | 4 – 0                                                                             | Kazakistan                                                                        | Amichevole                                                                        | -                                                                                 |                                                                                   |
| 13-6-2021                                                                         | Bucarest                                                                          | Austria                                                                           | 3 – 1                                                                             | Macedonia del Nord                                                                | Euro 2020 - 1º turno                                                              | -                                                                                 | 87’                                                                               |
| 17-6-2021                                                                         | Bucarest                                                                          | Ucraina                                                                           | 2 – 1                                                                             | Macedonia del Nord                                                                | Euro 2020 - 1º turno                                                              | -                                                                                 |                                                                                   |
| 21-6-2021                                                                         | Amsterdam                                                                         | Macedonia del Nord                                                                | 0 – 3                                                                             | Paesi Bassi                                                                       | Euro 2020 - 1º turno                                                              | -                                                                                 | 48’                                                                               |
| 2-9-2021                                                                          | Skopje                                                                            | Macedonia del Nord                                                                | 0 – 0                                                                             | Armenia                                                                           | Qual. Mondiali 2022                                                               | -                                                                                 | 73’                                                                               |
| 5-9-2021                                                                          | Reykjavík                                                                         | Islanda                                                                           | 2 – 2                                                                             | Macedonia del Nord                                                                | Qual. Mondiali 2022                                                               | -                                                                                 |                                                                                   |
| 8-9-2021                                                                          | Skopje                                                                            | Macedonia del Nord                                                                | 0 – 0                                                                             | Romania                                                                           | Qual. Mondiali 2022                                                               | -                                                                                 | 87’                                                                               |
| 11-10-2021                                                                        | Skopje                                                                            | Macedonia del Nord                                                                | 0 – 4                                                                             | Germania                                                                          | Qual. Mondiali 2022                                                               | -                                                                                 |                                                                                   |
| 11-11-2021                                                                        | Erevan                                                                            | Armenia                                                                           | 0 – 5                                                                             | Macedonia del Nord                                                                | Qual. Mondiali 2022                                                               | -                                                                                 |                                                                                   |
| 14-11-2021                                                                        | Skopje                                                                            | Macedonia del Nord                                                                | 3 – 1                                                                             | Islanda                                                                           | Qual. Mondiali 2022                                                               | -                                                                                 |                                                                                   |
| 24-3-2022                                                                         | Palermo                                                                           | Italia                                                                            | 0 – 1                                                                             | Macedonia del Nord                                                                | Qual. Mondiali 2022                                                               | -                                                                                 |                                                                                   |
| 29-3-2022                                                                         | Porto                                                                             | Portogallo                                                                        | 2 – 0                                                                             | Macedonia del Nord                                                                | Qual. Mondiali 2022                                                               | -                                                                                 | 68’                                                                               |
| 2-6-2022                                                                          | Sofia                                                                             | Bulgaria                                                                          | 1 – 1                                                                             | Macedonia del Nord                                                                | UEFA Nations League 2022-2023 - 1º turno                                          | -                                                                                 |                                                                                   |
| 5-6-2022                                                                          | Gibilterra                                                                        | Gibilterra                                                                        | 0 – 2                                                                             | Macedonia del Nord                                                                | UEFA Nations League 2022-2023 - 1º turno                                          | -                                                                                 |                                                                                   |
| 9-6-2022                                                                          | Skopje                                                                            | Macedonia del Nord                                                                | 0 – 3                                                                             | Georgia                                                                           | UEFA Nations League 2022-2023 - 1º turno                                          | -                                                                                 |                                                                                   |
| 23-9-2022                                                                         | Tbilisi                                                                           | Georgia                                                                           | 2 – 0                                                                             | Macedonia del Nord                                                                | UEFA Nations League 2022-2023 - 1º turno                                          | -                                                                                 | 13’                                                                               |
| 26-9-2022                                                                         | Skopje                                                                            | Macedonia del Nord                                                                | 0 – 1                                                                             | Bulgaria                                                                          | UEFA Nations League 2022-2023 - 1º turno                                          | -                                                                                 |                                                                                   |
| 17-11-2022                                                                        | Skopje                                                                            | Macedonia del Nord                                                                | 1 – 1                                                                             | Finlandia                                                                         | Amichevole                                                                        | -                                                                                 | 59’                                                                               |
| 20-11-2022                                                                        | Skopje                                                                            | Macedonia del Nord                                                                | 1 – 3                                                                             | Azerbaigian                                                                       | Amichevole                                                                        | -                                                                                 | 56’                                                                               |
| 23-3-2023                                                                         | Skopje                                                                            | Macedonia del Nord                                                                | 2 – 1                                                                             | Malta                                                                             | Qual. Euro 2024                                                                   | -                                                                                 |                                                                                   |
| 16-6-2023                                                                         | Skopje                                                                            | Macedonia del Nord                                                                | 2 – 3                                                                             | Ucraina                                                                           | Qual. Euro 2024                                                                   | -                                                                                 | 54’, 72’                                                                          |
| 9-9-2023                                                                          | Skopje                                                                            | Macedonia del Nord                                                                | 1 – 1                                                                             | Italia                                                                            | Qual. Euro 2024                                                                   | -                                                                                 | 78’                                                                               |
| 12-9-2023                                                                         | Ta' Qali                                                                          | Malta                                                                             | 0 – 2                                                                             | Macedonia del Nord                                                                | Qual. Euro 2024                                                                   | -                                                                                 | 88’                                                                               |
| 14-10-2023                                                                        | Praga                                                                             | Ucraina                                                                           | 2 – 0                                                                             | Macedonia del Nord                                                                | Qual. Euro 2024                                                                   | -                                                                                 |                                                                                   |
| 17-10-2023                                                                        | Strumica                                                                          | Macedonia del Nord                                                                | 3 – 1                                                                             | Armenia                                                                           | Amichevole                                                                        | -                                                                                 |                                                                                   |
| 17-11-2023                                                                        | Roma                                                                              | Italia                                                                            | 5 – 2                                                                             | Macedonia del Nord                                                                | Qual. Euro 2024                                                                   | -                                                                                 |                                                                                   |
| 20-11-2023                                                                        | Skopje                                                                            | Macedonia del Nord                                                                | 1 – 1                                                                             | Inghilterra                                                                       | Qual. Euro 2024                                                                   | -                                                                                 |                                                                                   |
| 22-3-2024                                                                         | Boztepe                                                                           | Macedonia del Nord                                                                | 1 – 1                                                                             | Moldavia                                                                          | Amichevole                                                                        | -                                                                                 |                                                                                   |
| 25-3-2024                                                                         | Boztepe                                                                           | Montenegro                                                                        | 1 – 0                                                                             | Macedonia del Nord                                                                | Amichevole                                                                        | -                                                                                 |                                                                                   |
| 3-6-2024                                                                          | Fiume                                                                             | Croazia                                                                           | 3 – 0                                                                             | Macedonia del Nord                                                                | Amichevole                                                                        | -                                                                                 |                                                                                   |
| 10-6-2024                                                                         | Hradec Králové                                                                    | Rep. Ceca                                                                         | 2 – 1                                                                             | Macedonia del Nord                                                                | Amichevole                                                                        | -                                                                                 | 60’                                                                               |
| 10-9-2024                                                                         | Skopje                                                                            | Macedonia del Nord                                                                | 2 – 0                                                                             | Armenia                                                                           | UEFA Nations League 2024-2025 - 1º turno                                          | -                                                                                 |                                                                                   |
| 10-10-2024                                                                        | Riga                                                                              | Lettonia                                                                          | 0 – 3                                                                             | Macedonia del Nord                                                                | UEFA Nations League 2024-2025 - 1º turno                                          | -                                                                                 | 55’                                                                               |
| 22-3-2025                                                                         | Vaduz                                                                             | Liechtenstein                                                                     | 0 – 3                                                                             | Macedonia del Nord                                                                | Qual. Mondiali 2026                                                               | 1                                                                                 |                                                                                   |
| 25-3-2025                                                                         | Skopje                                                                            | Macedonia del Nord                                                                | 1 – 1                                                                             | Galles                                                                            | Qual. Mondiali 2026                                                               | -                                                                                 |                                                                                   |
| 6-6-2025                                                                          | Skopje                                                                            | Macedonia del Nord                                                                | 1 – 1                                                                             | Belgio                                                                            | Qual. Mondiali 2026                                                               | -                                                                                 | 66’                                                                               |
| 9-6-2025                                                                          | Astana                                                                            | Kazakistan                                                                        | 0 – 1                                                                             | Macedonia del Nord                                                                | Qual. Mondiali 2026                                                               | -                                                                                 | 64’                                                                               |
| Totale                                                                            |                                                                                   | Presenze                                                                          | 68                                                                                |                                                                                   | Reti                                                                              | 2                                                                                 |                                                                                   |

## Palmarès

### Club

#### Competizioni nazionali
- Campionato macedone: 2

Škendija: 2017-2018, 2018-2019
- Coppa di Macedonia: 1

Škendija: 2017-2018